# Werner von Siemens
Werner von Siemens (n. 13 decembrie 1816, Lenthe⁠(d), Regatul Hanovra – d. 6 decembrie 1892, Charlottenburg⁠(d), Regatul Prusiei, Imperiul German) a fost inginer, inventator și industriaș german. Fondează în anul 1847 împreună cu un alt industriaș, Halske, Societatea Siemens-Halske cu obiect de activitate instalarea liniilor telegrafice.

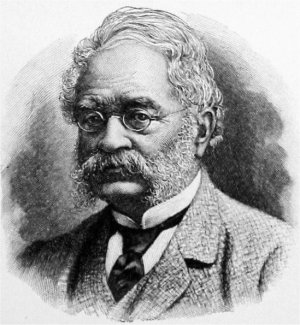
Werner von Siemens

## Contribuții
Are mari contribuții în domeniul mașinilor și acționărilor electrice cum ar fi: indusul în dublu T care a crescut randamentul generatoarelor și motoarelor electrice (1856), primul alternator electric (1878), principiul autoexcitației generatoarelor de curent continuu (1867), principiul reversibilității mașinilor electrice (1867).
A construit primul tramvai cu alimentare electrică prin cele două șine (1870), prima locomotivă electrică (1879) și primul război de țesut cu acționare electrică (1879).
Siemens este cel care propune watt-ul ca unitate de putere (1882). De asemenea, el este cel care dă denumirea de electrotehnică pentru electricitatea tehnică.
Alte invenții de importanță majoră în electrotehnică și nu numai: aparat telegrafic indicator cu întrerupere automată (1846); folosirea gutapercii ca material izolant (1847), folosită ulterior la fabricarea primelor cabluri submarine de telegrafie; semnalizatorul electric de incendiu (1848); cuptorul cu arc electric pentru oțelării (1878); pirometrul cu rezistență pentru măsurarea temperaturilor înalte (1880); ascensorul cu acționare electrică (1880); fotometrul cu seleniu (1887).
De asemenea, și-a adus contribuții importante privind legislația germană privind brevetele de invenție.
(Bibliografie: Reviste vechi de "Știință și tehnică", manuale de fizică).